# Prodontocharax
A Prodontocharax a sugarasúszójú halak (Actinopterygii) osztályába, a pontylazacalakúak (Characiformes) rendjébe a pontylazacfélék (Characidae) családjába tartozó nem.

## Rendszerezés
A nembe az alábbi 3 faj tartozik:
- Prodontocharax alleni
- Prodontocharax howesi
- Prodontocharax melanotus